# محمد أديب العامري
محمد أديب العامري (1907- 1978) هو وزير ومؤلف ومترجم فلسطيني، ولد في يافا وتلقـى تعليمه فيها، إلتحقَ بالجامعة الأمريكية في بيروت وحصل على شهادة البكالوريوس في العلوم الحياتية والكيمياء عام 1928. نال إجازة من معهد الحقوق الفلسطيني فيما بعد.
توفى في براغ عاصمة تشيكوسلوفاكيا في كانون الثاني عام 1978.

## حياته
منذ طفولته كان معادياً للاحتلال البريطاني والصهيوني، اختاره طلاب يافا ليمثلهم في مؤتمر الطلاب العرب العام الذي انعقد في بيروت في عام 1925 وهو في المرحلة الثانوية، وبعد عودته أسس (نادي الطلبة) ليكون فرعاً للمؤتمر العام للطلاب العرب الذي كان بدوره يدعم وينظم المظاهرات المعادية للإنجليز واليهود، وكان يلقي المحاضرات التي تفضح السياسة الإنجليزية الداعمة للمخططات الصهيونية لتهويد فلسطين، والتصدًّي لعمليات بيع الأراضي لليهود، مما أدى إلى استفزاز سلطات الإنتداب الإنجليزي فقامت بتحريض من اليهود بحملة اعتقالاتْ لزعامات المؤتمر فاضطرَّ العامري وعددّ من رفاقه إلى اللجوء إلى شرقي الأردن ليمارسوا نشاطاتهم. وإنضم إلى"جمعية العروة الوثقى" التي كانت واجهة لحركة القوميين العرب، بالإضافة أنه شارك في تأسيس «النادي الفلسطيني» في الجامعة الأمريكية الذي تحول إلى نقطة نشاط من أجل قضية فلسطين وتولى العامري رئاسته في عام 1927.

## مناصبه
تولى العامري عدة مناصب مهمة منها:
- مدرس للعلوم الطبيعية في مدرسة السلط الثانوية عام 1929 بحكومة إمارة شرقي الأردن.
- مدير مدرسة السلط الثانوية عام 1929.
- مفتش للعلوم في وزارة المعارف حتى عام 1943.
- مساعداً لمدير الإذاعة الفلسطينية في القدس عام 1943.
- رئيس الإذاعة في القدس (رام الله) عام 1943.
- ممثل لجنة الهدنة الدولية عام 1949.
- السكرتير العام لوزارة الخارجية الأردنية عام 1950.
- عمل في وزارة الاقتصاد الوطني.
- وكيل وزارة المعارف عام 1952.
- وكيل وزارة الإنشاء والتعمير.
- رئيس ديوان المحاسبة عام 1955.
- وزير الخارجية 1967.
- وزير التربية والتعليم 1967.
- وزير الإعلام ووزير السياحة والآثار في نفس الحكومة 1968.
- شغل وزير الإعلام ووزير السياحة والآثار في حكومة عبد المنعم الرفاعي 1969.

## إنجازاته
له عدة دراسات وكتب ومقالات من أهمها:
- كتاب (القدس العربية، الحقائق التاريخية تجاه المزاعم الصهيونية).
- كتاب (عروبة فلسطين في التاريخ).
- كتاب (حفظ الصحة).
- دراسة في مبادئ العلوم العامة.
- دراسة في عائلة النباتات الشهيرة.
- دراسة في أصول العلم الإداري.
- ترجمة كتاب الحياة والشباب.
- مجموعة قصصية (شعاع النور) وقصص أخرى.
- مقالات في (صحيفة الصراط المستقيم، صحيفة الفجر، صحيفة الجامعة العربية، مجلة الثقافة ومجلة المقتطف).